# Sekundærrute 209
Sekundærrute 209 er en rutenummereret landevej på Sjælland.
Ruten strækker sig fra Køge til Præstø.
Rute 209 har en længde på ca. 47 km.